# Kateřina Charvátová
Kateřina Charvátová, (ur. 10 czerwca 1950 w Pradze) – czeska historyk.
Kateřina Charvátová specjalizuje się w dziejach średniowiecza, a szczególnie zakonu cystersów. Jest kierownikiem katedry dydaktyki historii Wydziału Pedagogiki Uniwersytetu Karola w Pradze. W 2006 została mianowana profesorem historii na Uniwersytecie w Czeskich Budziejowicach.

## Publikacje
- Dějiny cisterciáckého řádu v Čechách 1142-1420. Díl I. Fundace 12. století. Karolinum, Praha 1998.
- Dějiny cisterciáckého řádu v Čechách 1142-1420. Díl II. Kláštery založené ve 13. a 14. století. Karolinum, Praha 2002.
- Václav II., král český a polský. Vyšehrad, Praha 2007
- Středověké dvory sedleckého kláštera. Památky středních Čech 7, 1993, s. 32-39.
- Postup výstavby cisterckých klášterů v Čechách. Mediaevalia Historica Bohemica 3, 1993, s. 199-223.
- Settlement pattern within the domain of Plasy abbey, Bohemia: 1100-1400 A. D. Památky archeologické 84, 1993, s. 120-147.
- Vývoj osídlení na panství kláštera v Teplé ve 13. století. Historická geografie 28, 1995, s. 71-92.
- Ve stopách svatého Bernarda z Clairvaux? Nejstarší cisterciácká ekonomika, Francie a Čechy. Mediaevalia Historica bohemica 4, 1995, s. 125-145.
- Pluh a sekera: hospodářství a osídlovací procesy na panstvích českých klášterů ve 13. století. Muzejní a vlastivědná práce - Časopis Společnosti přátel starožitností 1998, s. 65-79.
- Evropský rozměr času v českých cisterckých klášterech. In: Cystersi w spolczenstwie Europy Srodkowej. Edd A. M. Wyrwa - J. Dobosz. Poznań 2000, s. 220-226.
- Počátky cisterckých klášterů v Čechách. In: 900 let cisterciáckého řádu. Sborník z konference konané 28. - 29. 9. 1998 v Břevnovském klášteře. Ed. K. Charvátová. Unicornis, Praha 2000, s. 65-78.
- Cisterciáci v severních Čechách ve středověku. In: Náboženské dějiny severních Čech. Edd. R. Kavan - L. Kocourek. Ústí nad Labem 1999, s. 66-73.